# Chile en los Juegos Panamericanos de 2023
Chile compitió en los Juegos Panamericanos de 2023 que se realizaron en Santiago, Chile, desde el 20 de octubre al 5 de noviembre de 2023. En esta edición el Team Chile registró su mayor cosecha total de medallas con un total de 79 preseas (12 de oro, 31 de plata y 36 de bronce), superando las 50 medallas obtenidas en Lima 2019, y obteniendo también su segunda mayor cantidad de medallas de oro en Juegos Panamericanos.
Los abanderados de la delegación chilena en la ceremonia de apertura fueron la nadadora Kristel Köbrich, ganadora de cinco medallas panamericanas (1 oro, 2 plata y 2 bronce) obtenidas en ediciones anteriores de los Juegos Panamericanos y el jugador de voleibol de playa Esteban Grimalt, medallista de oro en los Juegos Panamericanos de 2019.
Se consiguieron medallas en 28 de los 40 deportes disputados. Además, se consiguieron las primeras preseas en surf, rugby 7 y breaking.

## Participantes por deporte
| Deporte            | Mujeres | Hombres | Total |
| ------------------ | ------- | ------- | ----- |
| Atletismo          | 23      | 27      | 50    |
| Bádminton          | 4       | 4       | 8     |
| Balonmano          | 14      | 14      | 28    |
| Básquetbol         | 14      | 15      | 29    |
| Béisbol            | -       | 24      | 24    |
| Bowling            | 2       | 2       | 4     |
| Boxeo              | 3       | 5       | 8     |
| Breaking           | 2       | 2       | 4     |
| Canotaje           | 9       | 8       | 17    |
| Ciclismo           | 16      | 17      | 33    |
| Deportes acuáticos | 30      | 25      | 55    |
| Ecuestre           | 2       | 10      | 12    |
| Escalada           | 5       | 5       | 10    |
| Esgrima            | 9       | 10      | 19    |
| Esquí náutico      | 2       | 4       | 6     |
| Fútbol             | 18      | 18      | 36    |
| Gimnasia           | 11      | 5       | 16    |
| Golf               | 2       | 2       | 4     |
| Halterofilia       | 4       | 4       | 8     |
| Hóckey césped      | 16      | 16      | 32    |
| Judo               | 7       | 7       | 14    |
| Karate             | 6       | 7       | 13    |
| Lucha              | 4       | 10      | 14    |
| Patinaje           | 5       | 5       | 10    |
| Pelota vasca       | 6       | 6       | 12    |
| Pentatlón moderno  | 2       | 2       | 4     |
| Ráquetbol          | 2       | 3       | 5     |
| Remo               | 12      | 9       | 21    |
| Rugby 7            | 12      | 12      | 24    |
| Sóftbol            | 16      | -       | 16    |
| Squash             | 3       | 3       | 6     |
| Surf               | 5       | 5       | 10    |
| Taekwondo          | 4       | 4       | 8     |
| Tenis              | 3       | 3       | 6     |
| Tenis de mesa      | 3       | 3       | 6     |
| Tiro con arco      | 4       | 4       | 8     |
| Tiro deportivo     | 11      | 9       | 20    |
| Triatlón           | 2       | 2       | 4     |
| Vela               | 8       | 10      | 18    |
| Vóleibol           | 14      | 14      | 28    |
| Total              | 315     | 335     | 650   |

## Medallistas
| Medalla           | Deportista | Deporte             | Evento                               | Fecha          |
| ----------------- | --- | ------------------- | ------------------------------------ | -------------- |
| Medalla de oro    | Francisca Crovetto | Tiro                | Skeet femenino                       | 22 de octubre  |
| Medalla de oro    | Emile Ritter | Esquí acuático      | Salto Masculino                      | 23 de octubre  |
| Medalla de oro    | Alfredo Abraham Ignacio Abraham Marcelo Poo Nahuel Reyes                                                                                                   | Remo                | Cuatro hombres (M4-)                 | 24 de octubre  |
| Medalla de oro    | Antonia Abraham Melita Abraham Victoria Hostetter Magdalena Nannig                                                                                         | Remo                | Cuatro femenino (G4-)                | 24 de octubre  |
| Medalla de oro    | Antonia Liewald Isidora Niemeyer | Remo                | Doble scull ligero para mujer (LW2X) | 24 de octubre  |
| Medalla de oro    | Lucas Nervi | Atletismo           | Lanzamiento de disco                 | 30 de octubre  |
| Medalla de oro    | Santiago Ford | Atletismo           | Decatlón Masculino                   | 31 de octubre  |
| Medalla de oro    | Martina Weil | Atletismo           | 400 m femenino                       | 1 de noviembre |
| Medalla de oro    | Enrique Villalón | Karate              | -60kg Masculino                      | 3 de noviembre |
| Medalla de oro    | Valentina Toro | Karate              | -55kg Femenino                       | 4 de noviembre |
| Medalla de oro    | Emanuelle Silva | Patinaje            | 200m Meta contra meta Masculino      | 4 de noviembre |
| Medalla de oro    | Rodrigo Rojas | Karate              | +84kg Masculino                      | 4 de noviembre |
| Medalla de plata  | Martín Vidaurre | Ciclismo            | Ciclismo de montaña                  | 21 de octubre  |
| Medalla de plata  | Catalina Vidaurre | Ciclismo            | Ciclismo de montaña                  | 21 de octubre  |
| Medalla de plata  | Hugo Catrileo | Atletismo           | Maratón masculino                    | 22 de octubre  |
| Medalla de plata  | Daniel Arcos Carlos Lauler Kevin Rubio Diego Silva | Baloncesto 3x3      | Baloncesto 3x3 masculino             | 23 de octubre  |
| Medalla de plata  | Agustina Varas | Esquí acuatíco      | Salto femenino                       | 23 de octubre  |
| Medalla de plata  | Francisco Lapostol Brahim Alvayay Oscar Vásquez Andoni Habash                                                                                              | Remo                | M4x                                  | 23 de octubre  |
| Medalla de plata  | Christina Hostetter Victoria Hostetter Melita Abraham Antonia Abraham                                                                                      | Remo                | W4x                                  | 23 de octubre  |
| Medalla de plata  | César Abaroa Eber Sanhueza | Remo                | Doble scull ligero masculino (LM2x)  | 24 de octubre  |
| Medalla de plata  | Joaquín Churchill Ignacio Morales Aaron Contreras | Taekwondo           | Equipo Kyorugi masculino             | 24 de octubre  |
| Medalla de plata  | Kristel Köbrich | Natación            | 1500 m Libre                         | 25 de octubre  |
| Medalla de plata  | Antonia Abraham Melita Abraham Alfredo Abraham Ignacio Abraham Óscar Vásquez Francisco Lapostol Magdalena Nannig Victoria Hostetter Isidora Soto (timonel) | Remo                | Mixto 8+                             | 25 de octubre  |
| Medalla de plata  | Melita Abraham Antonia Abraham | Remo                | W2X                                  | 25 de octubre  |
| Medalla de plata  | Tomás Barrios Alejandro Tabilo | Tenis               | Dobles Masculino                     | 28 de octubre  |
| Medalla de plata  | Tomás Barrios | Tenis               | Singles Masculino                    | 29 de octubre  |
| Medalla de plata  | Jorge Pérez | Judo                | -81kg Masculino                      | 29 de octubre  |
| Medalla de plata  | Rafael Cortéz | Surf                | Longboard Masculino                  | 30 de octubre  |
| Medalla de plata  | Thomas Briceño | Judo                | -100kg Masculino                     | 30 de octubre  |
| Medalla de plata  | Francisco Solís | Judo                | +100kg Masculino                     | 30 de octubre  |
| Medalla de plata  | Pablo Ñúñez | Esgrima             | Espada individual masculino          | 30 de octubre  |
| Medalla de plata  | Anaís Valentina Hernández Martina Weil Isidora Jiménez María Ignacia Montt                                                                                 | Atletismo           | 4 x 100m Relevo Femenino             | 2 de noviembre |
| Medalla de plata  | María José Mailliard | Canotaje            | C1 200m Femenino                     | 3 de noviembre |
| Medalla de plata  | Chile | Hockey sobre césped | Hockey sobre césped Masculino        | 3 de noviembre |
| Medalla de plata  | Chile | Fútbol              | Femenino                             | 3 de noviembre |
| Medalla de plata  | Chile | Fútbol              | Masculino                            | 4 de noviembre |
| Medalla de plata  | María José Mailliard Paula Gómez | Canotaje            | C2 500m Femenino                     | 4 de noviembre |
| Medalla de plata  | Chile | Rugby 7             | Masculino                            | 4 de noviembre |
| Medalla de plata  | José Manuel Cedano | Ciclismo            | BMX Freestyle Masculino              | 5 de noviembre |
| Medalla de plata  | Macarena Pérez | Ciclismo            | BMX Freestyle Femenino               | 5 de noviembre |
| Medalla de plata  | Tomás Freire | Karate              | -67kg Masculino                      | 5 de noviembre |
| Medalla de plata  | Clemente Seguel | Vela                | Bote - ILCA 7                        | 4 de noviembre |
| Medalla de plata  | Pedro Robles Bertossi Paula Herman Carmina Malsch | Vela                | Bote Regional Mixto - Lightning      | 4 de noviembre |
| Medalla de bronce | Aranza Villalón | Ciclismo de ruta    | Contrarreloj individual femenino     | 22 de octubre  |
| Medalla de bronce | Claudia Gallardo | Taekwondo           | -67 kg kyorugi femenino              | 22 de octubre  |
| Medalla de bronce | Jovanka Ljubetic Ziomara Morrison Javiera Novión Fernanda Ovalle                                                                                           | Baloncesto 3x3      | Baloncesto 3x3 Femenino              | 23 de octubre  |
| Medalla de bronce | Oscar Vásquez Marcelo Poo Brahim Alvayay Francisco Lapostol Alfredo Abraham Ignacio Abraham Nahuel Reyes Andoni Habash Isidora Soto (timonel)              | Remo                | Ocho masculino (8+)                  | 23 de octubre  |
| Medalla de bronce | Matías González Ezquerra | Esquí acuático      | Trucos de hombres                    | 23 de octubre  |
| Medalla de bronce | Ignacia Holscher | Esquí acuático      | Wakeboard femenino                   | 23 de octubre  |
| Medalla de bronce | Christina Hostetter Antonia Liewald Antonia Pichott Victoria Hostetter Antonia Abraham Melita Abraham Magdalena Nannig Isidora Niemeyer Isis Correa        | Remo                | Ocho femenino                        | 24 de octubre  |
| Medalla de bronce | Martín Labra | Esquí acuático      | Mono de hombre                       | 24 de octubre  |
| Medalla de bronce | Jacob Decar | Ciclismo            | Ómnium Masculino                     | 24 de octubre  |
| Medalla de bronce | Denisse Bravo | Boxeo               | 54kg femenino                        | 26 de octubre  |
| Medalla de bronce | Catalina Soto | Ciclismo            | Ómnium femenino                      | 26 de octubre  |
| Medalla de bronce | Esteban Grimalt Marco Grimalt | Vóleibol playa      | Masculino                            | 27 de octubre  |
| Medalla de bronce | Paulina Vega Nicolás Burgos | Tenis de mesa       | Dobles mixto                         | 30 de octubre  |
| Medalla de bronce | Paulina Vega Daniela Ortega | Tenis de mesa       | Dobles femenino                      | 31 de octubre  |
| Medalla de bronce | Gustavo Gómez Nicolás Burgos | Tenis de mesa       | Dobles masculino                     | 31 de octubre  |
| Medalla de bronce | Analía Belén Fernández | Esgrima             | Espada Individual Femenina           | 1 de noviembre |
| Medalla de bronce | Martín Kouyoumdjiam | Atletismo           | 400 m Masculino                      | 1 de noviembre |
| Medalla de bronce | Giselle Delgado Ana María Pinto | Squash              | Dobles Femenino                      | 2 de noviembre |
| Medalla de bronce | Antonia Valdés | Lucha               | Lucha Libre 53kg Femenino            | 3 de noviembre |
| Medalla de bronce | Chile | Balonmano           | Balonmano Masculino                  | 4 de noviembre |
| Medalla de bronce | Matita | Breaking            | B-Boys                               | 4 de noviembre |
| Medalla de bronce | Chile | Hockey sobre césped | Femenino                             | 4 de noviembre |
| Medalla de bronce | Yasmani Acosta | Lucha               | Lucha Grecorromana 130kg Masculino   | 4 de noviembre |
| Medalla de bronce | José Moreno | Lucha               | Lucha Grecorromana 87kg Masculino    | 4 de noviembre |
| Medalla de bronce | Hugo Ramírez Boada | Patinaje            | 1000m Sprint Masculino               | 4 de noviembre |
| Medalla de bronce | Renato Bolelli | Pelota vasca        | Paleta de goma Masculino             | 4 de noviembre |
| Medalla de bronce | Rosario Valderrama | Pelota vasca        | Paleta de goma Femenino              | 4 de noviembre |
| Medalla de bronce | Zhiying Zeng Paulina Vega Daniela Ortega Gómez | Tenis de mesa       | Equipos Femenino                     | 4 de noviembre |
| Medalla de bronce | Camilo Velozo | Karate              | -67kg Masculino                      | 5 de noviembre |
| Medalla de bronce | Emanuelle Silva | Patinaje            | 500m + Distancia Masculino           | 5 de noviembre |
| Medalla de bronce | Hugo Ramírez Boada | Patinaje            | 10000m Eliminación Masculino         | 5 de noviembre |
| Medalla de bronce | Julián Stebon Esteban Romero | Pelota vasca        | Trinquete Dobles Masculino           | 5 de noviembre |
| Medalla de bronce | Magdalena Muñoz Natalia Bozzo | Pelota vasca        | Frontenis Femenino                   | 5 de noviembre |
| Medalla de bronce | Ricardo Soto | Tiro con arco       | Recurvo Individual Masculino         | 5 de noviembre |
| Medalla de bronce | María José Poncell | Vela                | Sunfish Femenino                     | 4 de noviembre |
| Medalla de bronce | Diego Gonzalez Parro | Vela                | Sunfish Masculino                    | 4 de noviembre |

## Medallas por disciplinas
Lista de disciplinas donde la delegación obtuvo al menos una presea. Ordenadas por medallas obtenidas
| Deporte             |   |   |   |    |
| ------------------- | - | - | - | -- |
| Remo                | 3 | 5 | 2 | 10 |
| Atletismo           | 3 | 2 | 1 | 6  |
| Karate              | 3 | 1 | 1 | 5  |
| Esquí Acuático      | 1 | 1 | 3 | 5  |
| Patinaje            | 1 | 0 | 3 | 4  |
| Tiro                | 1 | 0 | 0 | 1  |
| Ciclismo            | 0 | 4 | 3 | 7  |
| Judo                | 0 | 3 | 0 | 3  |
| Vela                | 0 | 2 | 2 | 4  |
| Canotaje            | 0 | 2 | 0 | 2  |
| Fútbol              | 0 | 2 | 0 | 2  |
| Tenis               | 0 | 2 | 0 | 2  |
| Baloncesto 3x3      | 0 | 1 | 1 | 2  |
| Esgrima             | 0 | 1 | 1 | 2  |
| Hockey sobre césped | 0 | 1 | 1 | 2  |
| Taekwondo           | 0 | 1 | 1 | 2  |
| Natación            | 0 | 1 | 0 | 1  |
| Rugby 7             | 0 | 1 | 0 | 1  |
| Surf                | 0 | 1 | 0 | 1  |
| Pelota vasca        | 0 | 0 | 4 | 4  |
| Tenis de mesa       | 0 | 0 | 4 | 4  |
| Lucha               | 0 | 0 | 3 | 3  |
| Balonmano           | 0 | 0 | 1 | 1  |
| Boxeo               | 0 | 0 | 1 | 1  |
| Breaking            | 0 | 0 | 1 | 1  |
| Squash              | 0 | 0 | 1 | 1  |
| Tiro con arco       | 0 | 0 | 1 | 1  |
| Voleibol de playa   | 0 | 0 | 1 | 1  |